# Tallareta cuallarga
La tallareta cuallarga o busqueret roig (Curruca undata; syn: Sylvia undata) és una espècie d'ocell passeriforme dins de la família dels sílvids (Sylviidae).
Tant el mascle com la femella presenten un plomatge similar. Criden l'atenció els ulls, que tenen un anell orbital al voltant i presenten l'iris castany rogenc amb un Ø de 3,5 mm. Les potes les té groguenques. Es distribueixen pel centre i sud de la península Itàlica, sud i oest de la França continental, sud d'Anglaterra, tota la península Ibèrica, Còrsega, Sardenya, Sicília i Àfrica del Nord. És comúna a les terres de parla catalana continentals. Pel que fa a l'illa de Mallorca sembla que la seua colonització per part d'aquesta espècie sigui relativament recent i que s'hi estigui establint, tot i que ha de comptar amb la competència del xorrec, ja que comparteixen el mateix hàbitat, comportaments i requeriments ecològics semblants. El seu estat de conservació es considera gairebé amenaçat.

## Taxonomia
Aquesta espècie estava classificada en el gènere Sylvia, però el Congrés Ornitològic Internacional, en la seva llista mundial d'ocells (versió 10.2, 2020) el transferí al gènere Curruca. Segons el Handook of the Birds of the World i la quarta versió de la BirdLife International Checklist of the birds of the world (Desembre 2019), aquest tàxon apareix classificat encara dins del gènere Sylvia.

## Morfologia
Amida 13 cm (6 dels quals corresponen a la cua que sovint duu aixecada) i fa 20 cm d'envergadura alar. Tant el mascle com la femella pesen 10 g. Molt semblant en estructura al xorrec (Sylvia balearica).
Té les ales curtes i arrodonides, el bec prim i la cresta poc marcada. Els mascles adults de la subespècie Sylvia undata undata tenen les parts superiors de color gris cendra pissarrenc, mentre que aquells de la subespècie Sylvida undata dartfordensis les tenen barrejades amb un to terrós. Les parts inferiors són roig vinós, amb tons de terra, amb pigallat blanquinós més marcat a la gorja. Els mascles de primer hivern són similars però amb el dors terrós i més pàl·lids a les parts inferiors. Les femelles adultes són més pàl·lides que els mascles i el roig del pit no és tan fosc ni intens, essent d'un to més de terrissa. Els joves són gris terrós pel dors, ventre color crema rosat pàl·lid, cua fosca i bigoteres clares molt visibles. Les potes són taronja terrós. L'iris i l'anell orbital són roig ataronjat als adults i més grisos als joves i als de primer hivern. L'anell ocular és crema rosat pàl·lid o blanquinós.

## Ecologia
Menja insectes i baies. És sedentària a les comarques catalanes. Tot i així, a l'hivern s'observen alguns desplaçaments per part dels individus que viuen en les àrees més fredes, tant de Catalunya mateix com de la resta d'Europa. Així, per exemple, les poblacions nòrdiques presenten moviments migratoris de més ample abast que les poblacions més meridionals. Els joves presenten moviments dispersius. Les migracions poden portar les aus a l'Àfrica del Nord i els divagants poden arribar tant a l'est com Grècia i tant al nord com Suècia.
Als Països Catalans viu, fins als 1.700 m d'altitud, entre garrigues, a les zones de vegetació esponerosa de tipus mediterrani, així com a les plantes i als conreus secs.
L'època reproductiva comença amb la construcció, per part del mascle, d'alguns nius, que després potser serviran de punt de repòs, perquè el cert és que el niu definitiu serà un que la femella aixecarà amb herbes i arrels. Després, a l'abril-juny, hi pondrà 3-4 ous (17 x 13 mm i 1,4 g) que covarà durant 12 dies; un dia més trigaran els novells a abandonar el cau, després d'ésser nodrits per ambdós pares. A les Balears només cria a Mallorca i Menorca.
La població de Catalunya es calcula que és de 20.138-72.125 parelles i l'europea d'entre 1.900.000 i 3.700.000 parelles (el 95% de la població mundial).

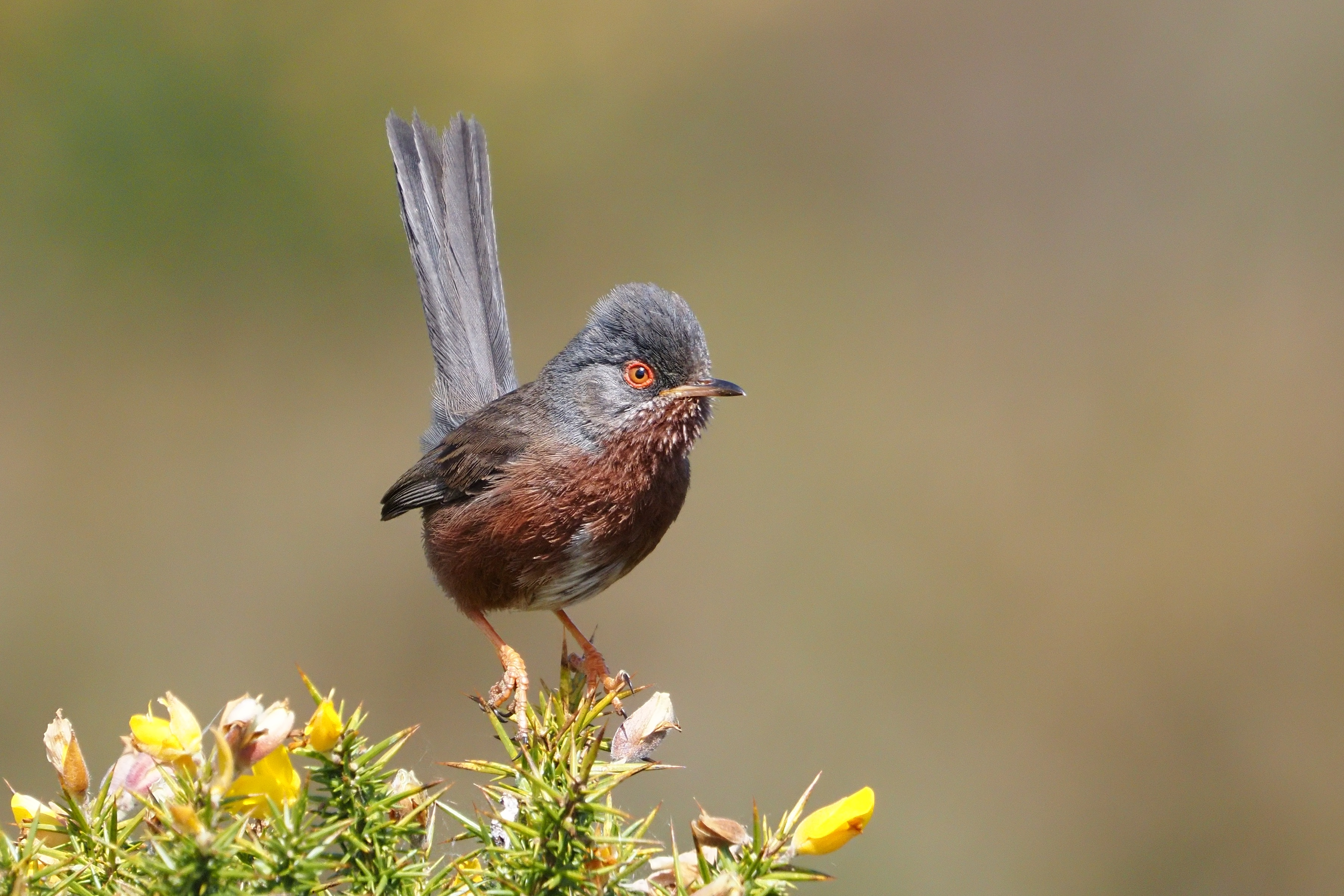
Sylvia undata (mascle)
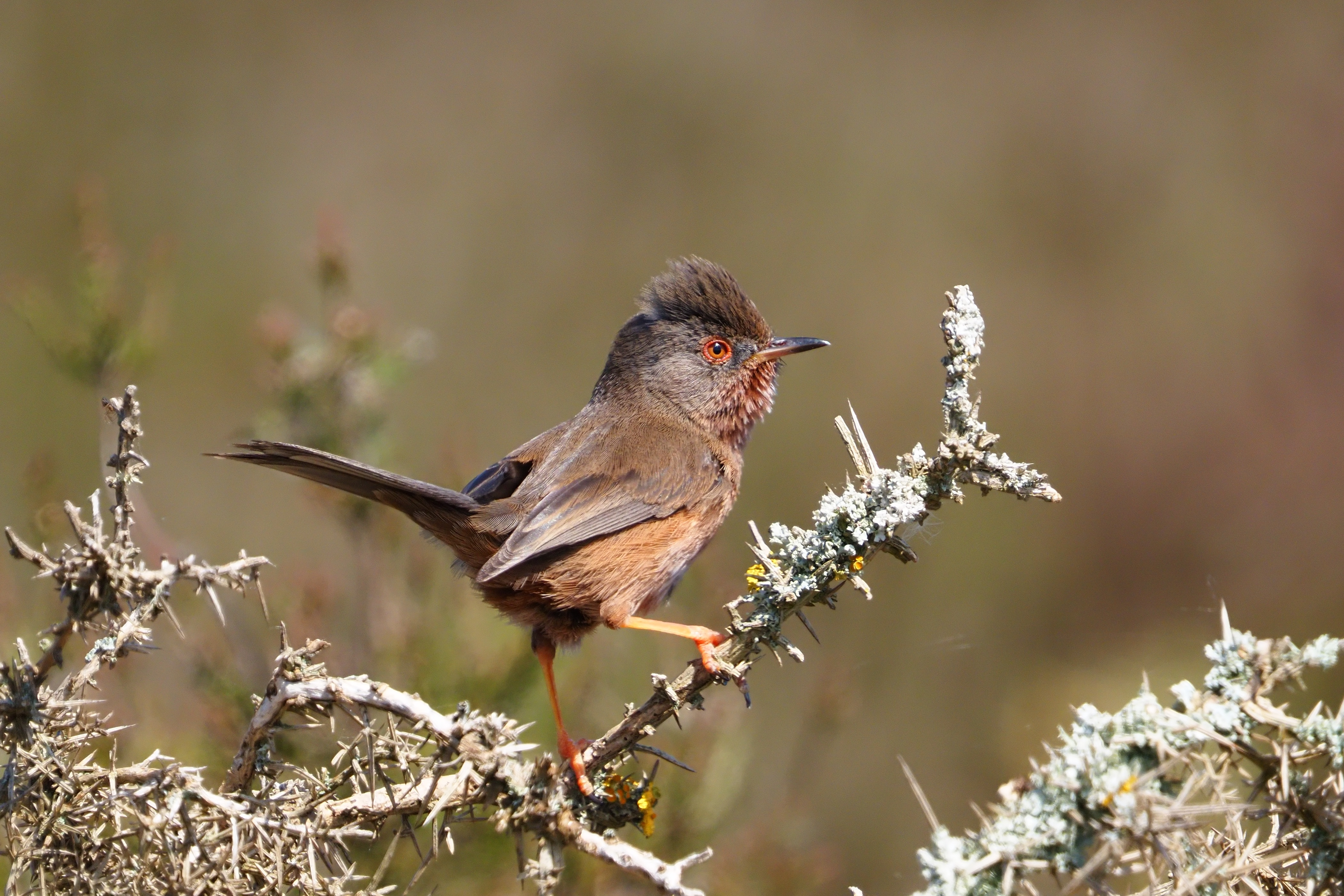
Sylvia undata (femella)